# Gyllene vingar
Gyllene vingar (engelska: The Way to the Stars) är en brittisk krigsdramafilm från 1945 i regi av Anthony Asquith. Filmens manus skrevs delvis av Terence Rattigan, som en bearbetning på hans pjäs Åter i gryningen från 1942. I huvudrollerna ses Michael Redgrave, John Mills, Rosamund John och Stanley Holloway.

## Rollista i urval
- Michael Redgrave – David Archdale
- John Mills – Peter Penrose
- Rosamund John – Miss Todd
- Douglass Montgomery – Johnny Hollis
- Stanley Holloway – Mr Palmer
- Renée Asherson – Iris Winterton
- Felix Aylmer – pastor Charles Moss
- Basil Radford – "Tiny" Williams
- Bonar Colleano Jnr. – Joe Friselli
- Joyce Carey – Miss Winterton
- Trevor Howard – skvadronledare Carter
- David Tomlinson – "Prune" Parsons
- Nicholas Stuart – överste Rogers (som Tryon Nichol)
- Bill Owen – "Nobby" Clarke (som Bill Rowbotham)
- Grant Miller – löjtnant Wally Becker
- Jean Simmons – sångerska